# Hřbitov v Jezvé
Hřbitov v Jezvé v českolipském okrese je historické, stále používané pohřebiště, nacházející se na okraji vsi Jezvé směrem na Stružnici a dále na Českou Lípu.

## Historie
V Jezvé se původně pohřbívalo v prostoru kolem místního kostela svatého Vavřince u návsi. Ve vnějších zdech kostela je dochováno několik (vesměs malých) náhrobků. V 19. století byl za hranicí obydlené části vsi zřízen nový hřbitov, reflektující zřejmě josefinský zákaz pohřbívání přímo v obydlených místech. V roce 1896 byla v ose hřbitova postavena novogotická kaplová hrobka místní podnikatelské rodiny Wöhle. Po roce 1945 byla velká část starých náhrobků zničena (torzálně jsou zachované některé původní hroby při hřbitovním ohrazení). V roce 1958 byla kapli rodiny Wöhle přiřknuta památková ochrana. Tato se však vztahuje pouze na kapli samotnou, nikoliv na celý areál hřbitova.

## Architektura
Hřbitov je založen v mírném svahu při silnici mezi Jezvé a Stružnicí. Má téměř čtvercový půdorys. Ve středu horního ohrazení, v ose hlavní hřbitovní cesty se nachází hrobní kaple rodiny Wöhle (kaple je zpustlá a nepřístupná). Uprostřed prostoru hřbitova se nachází hlavní hřbitovní kříž, kovový s kamennou podstavou, na které je donační nápis v německém jazyce (ten oznamuje, že kříž věnovali ke cti a chvále Boží manželé Josef a Veronika Bauerovi z Jezvé č. p. 35). Hřbitov je přístupný jedinou branou od silnice. Ta je tvořena plochostropným průjezdem po jehož stranách je dvojice malých místností (márnice a zřejmě sklad hřbitovních potřeb). Nad hřbitovní branou se nachází znak obce Jezvé.

## Osobnosti pohřbené na hřbitově
- Franz Wöhle († 1893), továrník
- Ernst Müller (1859–1919), místní farář, osobní děkan
- Viktor Hörandel (1880–1939), místní farář, osobní děkan